# Розділ диску

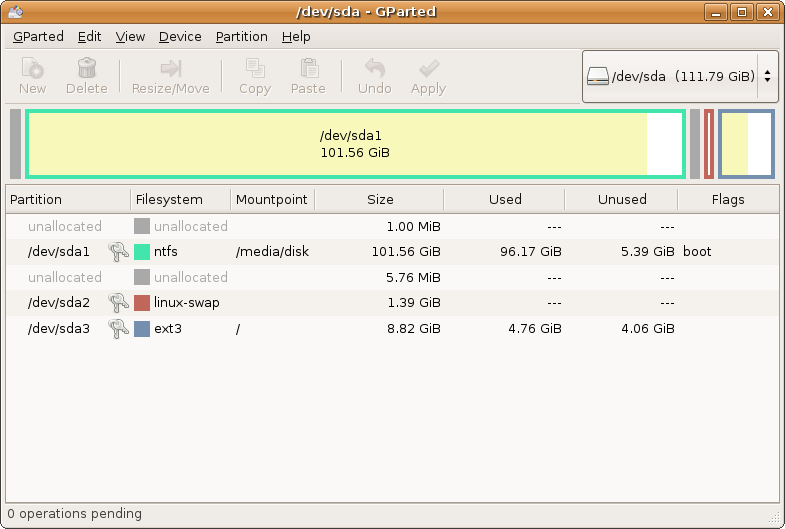
GParted- популярна утиліта для розбиття диска

Розділ диску використовується для позначення розбиття або поділу певних видів носіїв зберігання даних (таких як жорсткі диски), через створення декількох розділів. Розділи є логічними контейнерами, які зазвичай використовуються для розміщення файлових систем, куди встановлюються операційні системи, програми та дані. Один розділ може охопити всю сукупність фізичного пристрою зберігання даних.
Програма редактора розділів може бути використана для створення, зміни розміру, видалення і керування розділами на жорсткому диску. Розділ на традиційному механічному жорсткому диску складається з ряду циліндрів жорсткого диска, тобто кожен розділ визначається як початком, так і кінцем циліндра (розмір циліндрів різниться  від диска до диску).

## Переваги кількох розділів
Створення більше одного розділу має такі переваги:
- Відділення операційної системи (ОС) і програмних файли від файлів користувача. Це дозволяє робити резервні копії (клони) тільки операційної системи і встановленого програмного забезпечення.
- Мати окремі зони для віртуальної пам'яті підкачки операційної системи.
- Зберігання часто використовуваних програм і даних поруч один з одним.
- Мати кеш і лог-файлів окремо від інших файлів. Вони можуть змінювати розмір динамічно і швидко, що потенційно робить файлова система заповнена.
- Використання мульти-завантажувальних установок, які дозволяють користувачам мати більше однієї операційної системи на одному комп'ютері. Наприклад, можна встановити Linux, BSD, Mac OS X, Microsoft Windows або інші операційні системи на різні розділи одного і того ж HDD і мати вибір завантаження в будь-якій операційній системі при включенні.
- Захист або ізоляція файлів, щоб зробити простіше і швидше відновлювання пошкодженої файлової системи або установку операційної системи. Якщо один розділ пошкоджений, інші файлові системи  можуть бути не порушені.
- Підвищення загальної продуктивності комп'ютера на системах, де менші файлові системи є більш ефективним. Наприклад, великі HDD тільки з одним NTFS файлової системи, як правило, мають дуже велику таблицю послідовного доступу Master File Table (MFT) і це зазвичай займає більше часу, щоб прочитати цю MFT, ніж дрібніші MFT невеликих розділів.
- «Короткий робочий хід», який допомагає звести до мінімуму втрату продуктивності через затримки позиціонування головки  за рахунок скорочення числа треків, використовуваних в HDD.[5] Основна ідея в тому, що ви робите один розділ біля 20-25 % від загального розміру диска. Цей розділ як очікується: займає зовнішні треки HDD, і пропонують більш ніж у два рази більшу пропускну спроможність — менше ніж на половини менший час доступу. Якщо обмежити об'єм за допомогою короткого робочого ходу, мінімальна пропускна здатність залишається набагато ближче до максимуму. Цей метод, однак, не має відношення до створення декількох розділів, але зазвичай просто дозволяє створити розділ менший, ніж розмір диска.
  - Наприклад, диск 1 ТБ може мати час доступу 12 мс при 200 IOPS (при обмеженій глибині черги), з середньою пропускної здатністю 100 Мб/с. Коли він розділений на 100 Гб (і решта залишається нерозподіленою) час доступу може бути знижений до 6 мс при 300 IOPS (з великою глибиною черги), з середньою пропускною здатністю 200 Мб/с.
- Розділення на значно менші частини, ніж повний розмір диску, коли увесь дисковий простір не потрібен, може скоротити час діагностичних інструментів, таких як CheckDisk під час запуску або для використання повного резервного копіювання.

## Недоліки кількох розділів
Створення більше одного розділу має такі недоліки в порівнянні з одним розділом, який займає ту ж область диска:
- Знижує загальний простір, доступний для зберігання користувацьких даних на диску, так як додаткові розділи змушують операційну систему дублювати деякі області файлової системи адміністрування на диску для кожного розділу.
- Знижує загальну продуктивність диска на системах, де послідовний доступ до даних здійснюється паралельно на декількох розділах, тому що це змушує головку читання/ запису диска переміщатися туди і назад на диску, щоб отримати доступ до даних на кожному розділі[6][7] і в обслуговуванні і оновленні файлів області системного адміністрування на кожному розділі. Це також не дозволяє оптимізатору диска переміщати всі часто використовувані файли ближче один до одного на диску, що може скоротити число і відстань, необхідних рухів голови. Файли можуть бути переміщені ще ближче один до одного в кожному розділі, а самі ці області як і раніше будуть далеко один від одного на диску. (Див. «Короткий робочий хід» вище.) Це питання не відноситься до твердотільних накопичувачів, де час доступу не залежить від відносної позиції щодо сектора.
- Збільшує фрагментацію диска, тому що він знижує середній розмір суміжних вільних блоків на кожному розділі — в порівнянні з одним розділом того ж загального розміру — після того, як та ж сама кількість даних було записано на нього.
- Може запобігти використанню потенціалу всього диска, так як розділи розривають вільний простір один від одного. Наприклад, якщо є диск з двома розділами, кожен в 3ГБ вільного простору (тобто 6Гб в цілому), можна не копіювати 4ГБ DVD файл зображення на цьому диску, тому що жоден з розділу не буде насправді забезпечувати достатній простір за що — навіть якщо є більш ніж достатньо вільного місця в цілому на диску. Якщо ж файли на цих двох розділів мало б зберігатися в одному розділі, що охоплює весь диск, то файл 4Гб може бути легко зберігати в 6Гб вільного простору.
- Заважає переносимості і може накласти обмеження на те, як об'єкти можуть бути пов'язані між собою всередині файлової системи. Наприклад, файлові системи Unix і файлові системи NTFS дозволить створювати жорсткі посилання, але створені посилання і файл посилання можуть існувати тільки всередині одного розділу. Крім того, у Windows, якщо є посилання на файл в іншому розділі, можна працювати призначеною буквою розділу , — яка, однак, може змінитися з часом і залежно від встановлених накопичувачів. Це робить посилання недійсним і залежить від фактичного призначення букви диска, але це не проблема, якщо потрібно звертатися до файлів / каталогів у одному розділі, так як в цьому випадку можна використовувати посилання каталог-родич або відносно кореня, не використовуючи букву диска / розділу.
- Переміщення файлів між томами потребують фактичного копіювання байтів, у той час як переміщення файлів в межах тому, потребує тільки  оновлення «мета-даних».

## Типи розділів MBR
При використанні традиційної схеми розбиття MBR, диск може містити не більше чотирьох основних розділів, або альтернативно три основних розділів і розширений розділ. Таблиця розділів, розташованих у MBR, містить записи 16 байт, кожен з яких описує розділ.
Тип розділу ідентифікується 1-байтним кодом розміщеним в таблиці розділів. Деякі з цих кодів (наприклад, 0x05 і 0x0F) можуть бути використані, щоб вказувати на наявність додаткового розділу. Більшість використовуються завантажувачем операційної системи (який перевіряє таблицю розділів), щоб вирішити, якщо розділ містить файлову систему, яка може бути використана для монтування/ доступ для читання або запису даних.

### Первинний розділ
Основний розділ містить одну файлову систему. В DOS і всіх ранніх версіях системи Microsoft Windows, Microsoft вимагає, щоб системний розділ був першим розділом. Всі операційні системи Windows, від Windows 95 і далі можуть бути розташовані на (майже) будь-якому розділі, але завантажувальні файли (io.sys, Bootmgr, NTLDR і т. ін.) повинні знаходитися на основному розділі. Тим не менше, інші чинники, такі як BIOS комп'ютера також можуть накласти певні вимоги який розділ повинен містити основну ОС.
Код типу розділу для первинного розділу може або відповідати файловій системі, що міститься на ньому (наприклад, 0x07 означає або NTFS або OS/2 HPFS) або вказати, що розділ має спеціальне використання (наприклад, swap-розділ для Linux зазвичай позначається кодом 0x82). Для файлових систем Linux (таких, як ext4 чи xfs) код не є важливим; історично використовується код 0x83 (тип розділу «Linux native»).

### Додатковий розділ
Жорсткий диск може містити тільки один розширений розділ, але розширений розділ можна розділити на декілька логічних розділів. Системи DOS / Windows дозволяють потім призначити унікальні букви для кожного логічного розділу.

## Схеми розділів

### DOS, Windows, та OS/2
З DOS, Microsoft Windows, і OS / 2, загальна практика полягає у використанні одного первинного розділу для активної файлової системи, яка буде містити операційну систему, файл підкачки, всі утиліти, програми та дані користувача. На більшості комп'ютерів Windows, буква С: регулярно призначена на цей первинний розділ. Інші розділи можуть існувати на HDD, які можуть або не можуть бути видні як диски, такі як розділів відновлення або розділи з діагностичними інструментами або даними. (Літери дисків Microsoft не відповідають розділам один-до-одного, так що може бути більше або менше букв дисків ніж розділів.)
Microsoft Windows 2000, XP, Vista, і Windows 7 мають програму управління дисками (Disk Manager), яка використовується для створення, видалення і зміни розміру FAT і NTFS розділів. Disk Manager для Windows в Windows Vista і Windows 7 використовує нову 1 МБ схему вирівнювання розділів, яка взагалі несумісна з Windows 2000, XP, OS / 2, DOS, а також з багатьма інших операційними системами.

### Unix-подібні системи
У заснованих на Unix і Unix-подібних операційних систем, таких як Linux, OS X, BSD, Solaris можливо використовувати кілька розділів на диску. Кожен розділ може бути відформатований як файлова система або як розділ підкачки.
Кілька розділів дозволяють для каталогів, таких як /tmp, /usr, /var, або /home виділяти власні файлові системи. Така схема має ряд переваг:
- Якщо файлова система буде пошкоджена, дані за межами цієї файлової системи розділу / можуть залишитися без змін, мінімізуючи втрату даних.
- Конкретні файлові системи можуть бути встановлені з різними параметрами, наприклад тільки для читання, або з виконанням відключення setuid файлів.
- «Утікаючи» програми, які використовують увесь доступний простір на несистемній файловій системі, не дозволяють заповнювати простір критичних файлових систем.

Загальна конфігурація для настільних систем Linux полягає у використанні двох розділів: один тримає файлову систему, встановлену на «/» (кореневий каталог) і розділ підкачки.
За замовчуванням система OS X також використовує один розділ для всієї файлової системи і використовує файл підкачки всередині файлової системи (наприклад, Windows), а не розділ підкачки.
У Solaris, розділи іноді називають нарізки. Це концептуальне посилання на нарізання торта на кілька частин.
Термін «нарізка» використовується в операційній системі FreeBSD, щоб звернутися до розділу Master Boot Record, щоб уникнути плутанини з власною схемою міток дисків розділів у FreeBSD.

### Мульти-завантажувальні системи

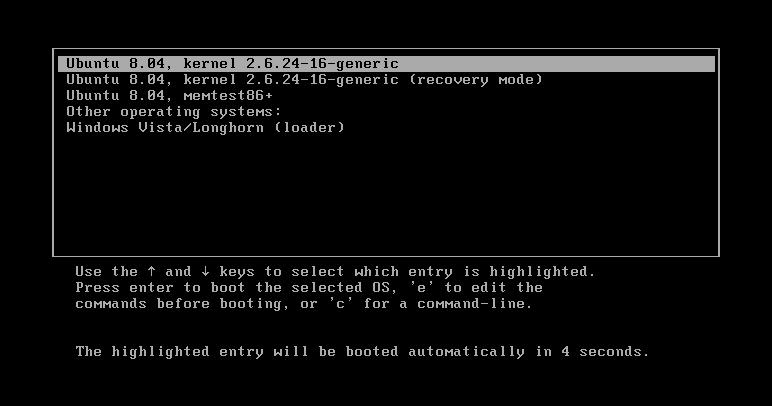
Меню запуску GRUB показуює Ubuntu Linux (з трьома різними режимами завантаження) і опції Windows Vista

Мульті-завантажувальні системи це комп'ютери, де користувач може завантажитися в одному з двох або більше різних операційних систем (ОС), що зберігаються в окремих пристроях зберігання або в окремих розділах одного і того ж пристроя зберігання даних. У таких системах меню при запуску дає вибір яку ОС завантажувати/ запускати (і тільки одна ОС завантажується).
Це відрізняється від віртуальних операційних систем, в яких одна операційна система працює як автономна віртуальна «програма»  в інший вже запущеній операційній системі. (Наприклад ОС Windows працює як «віртуальна машина»  всередині ОС Linux).

### Таблиця розділів GUID
Таблиця розділів GUID (глобально унікальний ідентифікатор) є частиною Unified Extensible Firmware Interface (UEFI) стандарту для макета таблиці розділів на фізичному жорсткому диску. Багато операційних систем тепер підтримують цей стандарт.

## Відновлення розділів
При видаленні розділу, його запис буде видалений з таблиці і дані більше не доступні. Дані залишаються на диску, поки не будуть перезаписані. Спеціалізовані утиліти відновлення, (наприклад, TestDisk, М3 Partition Recovery і gpart), в змозі визначити місцезнаходження втрачених файлових систем і відтворити таблицю розділів, яка включає записи для цих відновлених файлових систем. Деякі дискові утиліти можуть перезаписати кілька перших секторів розділу, коли видаляють. Наприклад, якщо використовується утиліта керування дисками (Windows Disk Management) (Windows 2000 / XP і т. д.) для видалення розділу, вона перезапише перший сектор (щодо сектора 0) розділу перед його видаленням. Можна буде відновити FAT або NTFS розділ, якщо доступна резервна копія завантажувального сектора.

## Дивитись також
- Форматування
- Файлова система
- Filesystem Hierarchy Standard
- Master boot record
- RAID, JBOD